# مارس (رپر)
ماریو دلگادو (به انگلیسی: Mario Delgado) (متولد ۱۸ آوریل ۱۹۸۰) ، معروف به مارس (به انگلیسی: Mars) ، خواننده رپ ، کارآفرین ، تهیه کننده موسیقی ، عکاس و بازیگر آمریکایی از شهر پیتسبرگ ، کالیفرنیا ، در منطقه خلیج سانفرانسیسکو ، که اغلب با ماسکی به سبک هانیبال لکتر اجرا می کند. او در سبک موسیقی هرورکور تخصص دارد.
1. ↑  "MARS: Music Artist - MySpace Profile". Mar's Official MySpace Page. 2009. Archived from the original on 20 February 2012. Retrieved 2009-09-24.
2. ↑  "Chilling Castro Valley man arrested, suspect in the killing of four people in Virginia". Oakland Tribune. September 19, 2009. Retrieved 2009-09-24.